# Antoni Kołakowski
Antoni Kołakowski herbu Kościesza – wojski bełski w latach 1662-1689, towarzysz husarski w Bitwie pod Wiedniem.
Wywodził się z rodziny Kołakowskich herbu Kościesza. Był elektorem Jana III Sobieskiego z województwa bełskiego w 1674 roku.